# Dianthus langeanus
Dianthus langeanus é uma espécie de planta com flor pertencente à família Caryophyllaceae. 
A autoridade científica da espécie é Willk., tendo sido publicada em 'Prodromus Florae Hispanicae 3: 690. 1878.

## Portugal
Trata-se de uma espécie presente no território português, nomeadamente em Portugal Continental.
Em termos de naturalidade é endémica da Península Ibérica.

## Protecção
Não se encontra protegida por legislação portuguesa ou da Comunidade Europeia.